# Psoroptoididae
Psoroptoididae är en familj av spindeldjur. Psoroptoididae ingår i ordningen kvalster, klassen spindeldjur, fylumet leddjur och riket djur.
Familjen innehåller bara släktet Mesalgoides.